# Liga de Voleibol Superior Femenino
La Liga de Voleibol Superior Femenino è il massimo campionato portoricano, posto sotto l'egida della FPV.

## Storia
Nel 2020, dopo aver posticipato alcuni incontri, il torneo viene inizialmente sospeso e poi definitivamente cancellato a causa della pandemia da Covid-19.

## Albo d'oro
| Anno             | Podio                     | Podio                      | Podio         |               |
| Campione         | Seconda                   | Terza                      |               |               |
| ---------------- | ------------------------- | -------------------------- | ------------- | ------------- |
| 1968 Dettagli    | Pinkin de Corozal         | -                          | -             |               |
| 1969 Dettagli    | Pinkin de Corozal         | -                          | -             |               |
| 1970 Dettagli    | Pinkin de Corozal         | -                          | -             |               |
| 1971 Dettagli    | Pinkin de Corozal         | -                          | -             |               |
| 1972 Dettagli    | Pinkin de Corozal         | -                          | -             |               |
| 1973 Dettagli    | Pinkin de Corozal         | -                          | -             |               |
| 1974 Dettagli    | Pinkin de Corozal         | -                          | -             |               |
| 1975 Dettagli    | Pinkin de Corozal         | -                          | -             |               |
| 1976 Dettagli    | Volleygirls de Guayanilla | Pinkin de Corozal          | -             |               |
| 1977 Dettagli    | Pinkin de Corozal         | Volleygirls de Guayanilla  | -             |               |
| 1978 Dettagli    | Mets de Guaynabo          | Pinkin de Corozal          | -             |               |
| 1979 Dettagli    | Pinkin de Corozal         | Mets de Guaynabo           | -             |               |
| 1980 Dettagli    | Pinkin de Corozal         | Chicas de San Juan         | -             |               |
| 1981 Dettagli    | Pinkin de Corozal         | Chicas de San Juan         | -             |               |
| 1982 Dettagli    | Pinkin de Corozal         | -                          | -             |               |
| 1983 Dettagli    | Pinkin de Corozal         | Chicas de San Juan         | -             |               |
| 1984 Dettagli    | Pinkin de Corozal         | Chicas de San Juan         | -             |               |
| 1985 Dettagli    | Radiólogas Arecibo        | Chicas de San Juan         | -             |               |
| 1986 Dettagli    | Radiólogas Arecibo        | Criollas de Caguas         | -             |               |
| 1987 Dettagli    | Radiólogas Arecibo        | Criollas de Caguas         | -             |               |
| 1988 Dettagli    | Radiólogas Arecibo        | Criollas de Caguas         | -             |               |
| 1989 Dettagli    | Leonas de Ponce           | Criollas de Caguas         | -             |               |
| 1990 Dettagli    | Leonas de Ponce           | Mets de Guaynabo           | -             |               |
| 1991 Dettagli    | Leonas de Ponce           | Criollas de Caguas         | -             |               |
| 1992 Dettagli    | Chicas de San Juan        | Criollas de Caguas         | -             |               |
| 1993-94 Dettagli | Mets de Guaynabo          | Criollas de Caguas         | -             |               |
| 1995 Dettagli    | Mets de Guaynabo          | Criollas de Caguas         | -             |               |
| 1996 Dettagli    | Criollas de Caguas        | Pinkin de Corozal          | -             |               |
| 1997 Dettagli    | Criollas de Caguas        | Llaneras de Toa Baja       | -             |               |
| 1998 Dettagli    | Criollas de Caguas        | Pinkin de Corozal          | -             |               |
| 1999 Dettagli    | Llaneras de Toa Baja      | Criollas de Caguas         | -             |               |
| 2000 Dettagli    | Criollas de Caguas        | Llaneras de Toa Baja       | -             |               |
| 2001 Dettagli    | Criollas de Caguas        | Conquistadoras de Guaynabo | -             |               |
| 2002 Dettagli    | Criollas de Caguas        | Indias de Mayagüez         | -             |               |
| 2003 Dettagli    | Gigantes de Carolina      | Conquistadoras de Guaynabo | -             |               |
| 2004 Dettagli    | Gigantes de Carolina      | Criollas de Caguas         | -             |               |
| 2005 Dettagli    | Criollas de Caguas        | Indias de Mayagüez         | -             |               |
| 2006 Dettagli    | Gigantes de Carolina      | Pinkin de Corozal          | -             |               |
| 2007 Dettagli    | Valencianas de Juncos     | Criollas de Caguas         | -             |               |
| 2008 Dettagli    | Pinkin de Corozal         | Criollas de Caguas         | -             |               |
| 2009 Dettagli    | Llaneras de Toa Baja      | Pinkin de Corozal          | -             |               |
| 2010 Dettagli    | Pinkin de Corozal         | Llaneras de Toa Baja       | -             |               |
| 2011 Dettagli    | Criollas de Caguas        | Mets de Guaynabo           | -             |               |
| 2012 Dettagli    | Lancheras de Cataño       | Criollas de Caguas         | -             |               |
| 2013 Dettagli    | Indias de Mayagüez        | Pinkin de Corozal          | -             |               |
| 2014 Dettagli    | Criollas de Caguas        | Leonas de Ponce            | -             |               |
| 2015 Dettagli    | Criollas de Caguas        | Indias de Mayagüez         | -             |               |
| 2016 Dettagli    | Criollas de Caguas        | Capitalinas de San Juan    | -             |               |
| 2017 Dettagli    | Criollas de Caguas        | Valencianas de Juncos      | -             |               |
| 2018             | Non disputato             | Non disputato              | Non disputato | Non disputato |
| 2019 Dettagli    | Criollas de Caguas        | Changas de Naranjito       | -             |               |
| 2020 Dettagli    | Non terminato             | Non terminato              | Non terminato | Non terminato |
| 2021 Dettagli    | Criollas de Caguas        | Sanjuaneras de la Capital  | -             |               |
| 2022 Dettagli    | Pinkin de Corozal         | Criollas de Caguas         | -             |               |
| 2023 Dettagli    | Pinkin de Corozal         | Cangrejeras de Santurce    | -             |               |
| 2024 Dettagli    | Cangrejeras de Santurce   | Atenienses de Manatí       | -             |               |
| 2025 Dettagli    | Criollas de Caguas        | Cangrejeras de Santurce    | -             |               |

## Palmarès
| Squadra                   | Titolo | Stagione |
| ------------------------- | ------ | --- |
| Pinkin de Corozal         | 19     | 1968, 1969, 1970, 1971, 1972, 1973, 1974, 1975, 1977, 1979, 1980, 1981, 1982, 1983, 1984, 2008, 2010, 2022, 2023 |
| Criollas de Caguas        | 15     | 1996, 1997, 1998, 2000, 2001, 2002, 2005, 2011, 2014, 2015, 2016, 2017, 2019, 2021, 2025                         |
| Capitanas de Arecibo      | 4      | 1985, 1986, 1987, 1888                                                                                           |
| Leonas de Ponce           | 3      | 1989, 1990, 1991                                                                                                 |
| Mets de Guaynabo          | 3      | 1978, 1993-94, 1995                                                                                              |
| Gigantes de Carolina      | 3      | 2003, 2004, 2006                                                                                                 |
| Llaneras de Toa Baja      | 2      | 1999, 2009 |
| Volleygirls de Guayanilla | 1      | 1976 |
| Chicas de San Juan        | 1      | 1992 |
| Valencianas de Juncos     | 1      | 2007 |
| Lancheras de Cataño       | 1      | 2012 |
| Indias de Mayagüez        | 1      | 2013 |
| Cangrejeras de Santurce   | 1      | 2024 |